# Paradentalium infractum
Paradentalium infractum är en blötdjursart som först beskrevs av Nils Hjalmar Odhner 1931.  Paradentalium infractum ingår i släktet Paradentalium och familjen Dentaliidae. Inga underarter finns listade i Catalogue of Life.